# Igreja Evangélica de Confissão Helvética na Áustria
A Igreja Evangélica de Confissão Helvética na Áustria - IECHA também conhecida como Igreja Reformada da Áustria (em alemão Evangelische Kirche Helvetischen Bekenntnisses in Österreich) é uma denominação reformada, constituída na Áustria, em 1782, a partir da publicação da Patente de tolerância, documento que passou a permitir a existência de comunidades religiosas não católicas romanas na Áustria. Em 2024, é a segunda maior denominação protestante do país.

## História
Na primeira metade do Século XVI, cerca de 80% da população da Áustria aderiu ao Protestantismo. Todavia, a Contra-Reforma levou a perseguição dos protestantes austríacos.
Em 1782, o Imperador José II publicou a Patente de tolerância, passando a permitir a existência oficial de comunidades religiosas não católicas romanas na Áustria. No entanto, a Patente de Tolerância, a base da liberdade religiosa na Áustria, veio com muitas restrições. As casas de oração protestantes não podiam ser reconhecidas como igrejas do lado de fora (não poderiam haver cruzes, torres ou sinos) e não poderiam ter entrada pela rua. Somente em 1861 a liberdade religiosa tornou-se irrestrita no país.
Nos séculos seguintes, a igreja se espalhou, pela Áustria, mas enfrentou nova onde perseguição durante a Segunda Guerra Mundial, devido ao fato de ter membros judeus convertidos.

## Estatísticas
Em 2019, a denominação tinha 12.708 membros. Em 2020, o número de membros caiu para 12.332 pessoas.
Em 2021, a denominação chegou a 11.780 membros e em 2022 registrou 11.394 membros.
Em 2023, a denominação relatou ter 11.155 membros. Em 2024, o número relatado caiu para 10.816.

## Doutrina
A denominação subscreve o Credo dos Apóstolos e o Credo Niceno. Além disso, se distingue de outras denominações protestantes do país subscrever o Catecismo de Heidelberg e a Segunda Confissão Helvética, o que faz parte do nome da própria denominação.
A denominação permite a ordenação de mulheres e apoia o casamento entre pessoas do mesmo sexo.
Além disso, a igreja se opõe ao uso de imagens de Deus ou crucifixos.

## Relações inter-eclesiásticas
A igreja é membro do Conselho Mundial das Igrejas e Comunhão Mundial das Igrejas Reformadas.
Possui ainda relacionamento próximo com a Igreja Evangélica de Confissão de Augsburgo na Áustria, com que forma a Igreja Evangélica na Áustria.